# Zeugites smilacifolius
Zeugites smilacifolius är en gräsart som beskrevs av Frank Lamson Scribner. Zeugites smilacifolius ingår i släktet Zeugites och familjen gräs. Inga underarter finns listade i Catalogue of Life.